# 软骨耳蕨
软骨耳蕨（学名：Polystichum nepalense）为鳞毛蕨科耳蕨属下的一个种。

## 扩展阅读
- 維基物種上的相關：软骨耳蕨